# Llista de Yōkai
La llista següent és una llista de yōkai, obake, yūrei i altres criatures llegendàries de certa importància en el folklore, la mitologia, la literatura i art japonesos.

## A
- Aobōzu
- Abumi-guchi
- Abura-akago
- Abura-bō
- Abura-sumashi
- Aka Manto
- Akabeko
- Akamataa
- Akaname
- Akanbei
- Akashita
- Akateko
- Akki
- Akkorokamui
- Akuma
- Akurojin-no-hi
- Amaburakosagi
- Amamehagi
- Amanojaku
- Amanozako
- Amazake-babaa
- Amefurikozō
- Amemasu
- Ame-onna
- Amikiri
- Amorōnagu
- Anmo
- Aoandon
- Aobōzu
- Aonyōbō
- Aosaginohi
- Asobibi
- Arikura-no-baba
- Ashiaraiyashiki (足洗邸)
- Ashimagari
- Ashinagatenaga
- Ato-oi-kozō
- Azukiarai
- Azukibabaa
- Azukitogi
- Ayakashi
- Ayakashi-no-ayashibi

## B
- Betobeto-san
- Bake-kujira
- Bakeneko
- Bakezōri
- Baku
- Basan
- Binbōgami
- Biwa-bokuboku
- Buruburu
- Byakko

## C
- Chōchinobake
- Chōkōzetsu

## D
- Daidarabotchi
- Daitengu
- Datsue-ba
- Dodomeki
- Doji
- Dorotabō
- kappa.
- Diran-san

## E
- Enenra
- kappa of Shikoku and western Honshū.
- Eritate-goromo

## F
- Fūjin
- Fukuko
- Funayūrei
- Futakuchi-onna

## G
- Gagoze
- Gaki
- Gangi-kozō
- Garappa kappa from Kyūshū.
- Gashadokuro
- Genbu
- Goryō
- Gotokuneko"Cat of Five Virtues".
- Guhin
- Gyūki

## H
- Hainu
- Hakutaku
- Hakuzōsu
- Hannya
- Hanyo
- Harionago
- Hayatarō
- Heikegani
- Hibagon
- Hiderigami
- Hihi
- Hinoenma ([飛縁魔)
- Hitodama
- Hitotsume-kozō
- Hoji
- Hōkō
- Hone-onna
- Hō-ō
- Hoshi-no-Tama
- Hotoke
- Hyakki Yakō
- Hyakume
- kappa.
- Hyōtan-kozō

## I
- Ibaraki-dōji
- Ichimoku-nyūdō
- Ikazuchi-no-Kami
- Ikiryō
- Ikuchi
- Inugami
- Ippon-datara
- Isonade
- Itsumaden
- Ittan-momen
- Iwana-bōzu

## J
- Jakotsu-babaa
- Jatai
- Jibakurei 地縛霊, 自縛霊
- Jikininki
- Jinmenju
- Jinmenken
- Jishin-namazu
- Jorōgumo
- Jubokko

## K
- Kage-onna
- Kahaku 河伯 - un altre nom per a una kappa.
- Kamaitachi
- Kamikiri
- Kameosa
- Kanbari-nyūdō
- Kanedama
- Kappa
- Karasu-tengu
- Kasa-obake
- Kasha
- Kashanbo
- Katawa-guruma
- Katsura-otoko
- Kawa-akago
- Kawa-uso
- Kawa-zaru
- Keneō
- Kerakera-onna
- Kesaran-pasaran
- Keukegen
- Kibagurui
- Kijimunaa
- Kijo
- Kirin
- Kishin (鬼神)
- Kitsune-Tsuki
- Kiyohime
- Kodama
- Kokakuchō
- Komainu
- Konaki-jijī
- Konoha-tengu
- Koropokkuru
- Kosode-no-te
- Kubikajiri
- Kuchisake-onna
- Kuda-gitsune
- Kudan
- Kurabokko
- Kurage-no-hinotama
- Kyōkotsu
- Kyūbi-no-kitsune
- Kyūketsuki
- Kanashimi

## L
- Letchku

## M
- Maikubi
- Makura-gaeshi
- Mekurabe
- Miage-nyūdō
- Mikoshi-nyūdōūdō.
- Mizuchi
- Mokumokuren
- Momonjii
- Morinji-no-kama
- Mōryō
- Mujina
- Mukujara
- Mu-onna
- Myōbu

## N
- Namahage
- Namazu
- Nando-baba
- Narikama
- Nebutori
- Nekomata
- Nekomusume
- Netchku- The silver Demon owl.
- Nikusui
- Ningyo"mermaid".
- Nobusuma
- Noppera-bō
- Notari-bō
- Nowake-baba
- Nogitsune
- Nozuchi
- Nue
- Nukekubi
- Numagozen
- Nuppeppo
- Nure-onna
- Nuribotoke
- Nurikabe
- Nurarihyon
- Nyoijizai
- Nyūbachibō

## O
- Obariyon
- Oboro-guruma
- Ohaguro-bettari
- Oiwa
- Ōkami
- Ōkamuro
- Okiku
- Ōkubi
- Okuri-inu
- Okurimono
- Ōmukade
- Oni
- Onibaba
- Onibi
- Onikuma
- Onmoraki
- Onryō
- Otoroshi
- O-kubi

## R
- Raijin
- Raijū
- Rokurobei
- Rokurokubi
- Ryū

## S
- Sakabashira
- Sagari ūshū.
- Sa Gojō El monstre marí de Viatge a l'Oest que sovint s'interpreta al Japó com una kappa.
- Samebito - Un home-tauró del Palau del Drac.
- Sarugami
- Satori
- Sazae-oni
- Seiryū
- Seko kappa, que es pot sentir fent gresca de nit.
- Senpoku-Kanpoku
- Sesshō-seki"killing stones" which Tamamo-no-Mae transformed into.
- Setotaishō
- Shachihoko
- Shibaten kappa from Shikoku.
- Shikigami
- Shiki-ōji
- Shikome
- Shin 蜃 - a giant clam that creates mirages.
- Shinigami"god of death", the Japanese Grim Reaper.
- Shirime (尻目) an apparition in the shape of a man having an eye in the place of his anus.
- Shiro-bōzu
- Shiro-uneri
- Shiryō
- Shisa
- Shishi
- Shōjō
- Shōkera
- Shōki
- Shuba-uba- said to be Yama-uda's brother in the folklore of Atsumi peninsula in Aichi region of Japan.
- Shu no Bon
- Shuten-dōji
- Sodehiki-kozō
- Sōjōbō
- Sōgenbi
- Son Gokū
- Soragami
- Soraki-gaeshi
- Sorobanbōzu
- Sōtangitsune
- Sunakake-baba
- Sunekosuri -a small dog- or cat-like creature that rubs against a person's legs at night
- Suppon-no-yūrei
- Suzaku

## T
- Taimatsumaru
- Taka-onna
- Tamamo-no-Mae
- Tankororin
- Tantanbō
- Tanuki
- Tatami-tataki
- Teke-Teke
- Tengu
- Tenjōname
- Tennin
- Te-no-me
- Tesso
- Tōfu-kozō
- Toire no Hanako-san
- Tōtetsu
- Tsurara-onna
- Tsuchigumo
- Tsuchikorobi
- Tsuchinoko
- Tsukumogami
- Tsurube-otoshi

## U
- Ubume
- Uma-no-ashi
- Umibōzu
- Umi-nyōbō
- Umizatou
- Ungaikyō
- Ushi-oni
- Uwan

## V
Plantilla:Empty section

## W
- Wani
- Wanyūdō

## X
Plantilla:Empty section

## Y
- Yagyō-san
- Yakubyō-gami
- Yadōkai
- Yamaarashi
- Yama-biko
- Yama-bito
- Yama-chichi
- Yama-inu
- Yama-jijii
- Yama-otoko
- Yama-oroshi "tempesta de la muntanya".
- Yamata no Orochi
- Yama-uba
- Yama-waro kappa que se n'ha anat a les muntanyes a passar l'hivern.
- Yanari
- Yasha
- Yatagarasu
- Yato-no-kami
- Yobuko
- Yomotsu-shikome
- Yōsei"fairy".
- Yosuzume
- Yukinko
- Yuki-onna

## Z
- Zanki
- Zashiki-warashi
- Zennyo Ryūō
- Zunbera-bō